# Klein touwtjesmos
Klein touwtjesmos (Anomodon attenuatus) is een mossoort uit het geslacht touwtjesmos (Anomodon). Het komt voor op steen en schors.

## Kenmerken
Klein touwtjesmos vormt matig sterke, vaak uitgestrekte, ongeveer 2 tot 4 centimeter hoge, meestal geelgroene tot bruingroene gazons. De opgaande takken zijn meestal sterk en vaak veervormig vertakt. Naast takken met kapvormige koppen en bladeren aan één kant zijn er ook dunne, zweepvormige, langwerpige takken. De takbladeren, die 2 millimeter lang zijn, zijn lancetvormig tot tongvormig met een eivormige basis, hebben een korte punt en daaronder enkele grove randtanden. De sterke bladnerf eindigt voor de bladtop.
De bladcellen in het bovenste deel van het blad zijn rond, ondoorzichtig, hebben elk 2 tot 5 papillen en zijn in het midden van het blad 8 tot 12 µm groot. De cellen aan de bladbasis nabij de bladnerf zijn transparant, rechthoekig tot langwerpig en hebben geen papillen.
Sporogons worden zeer zelden gevormd. De seta is rood en 10 millimeter lang, de sporenkapsel is rechtopstaand, cilindrisch, licht gebogen en het deksel is snavelvormig.

## Ecologie
Klein touwtjesmos groeit vooral in loofbossen op rotsen en boomvoeten, minder vaak op de grond. Veel voorkomende begeleidende mossen zijn Anomodon viticulosus en Porella platyphylla.

### Syntaxonomie
In de syntaxonomie staat klein touwtjesmos te boek als kensoort voor de touwtjesmos-associatie (Sciurohypno-Anomodontetum). Begeleidende soorten zijn onder meer Amblystegium serpens, Anomodon viticulosus, Homalia trichomanoides, Leskea polycarpa, Thamnobryum alopecurum en Zygodon viridissimus.

## Verspreiding
Het verspreidingsgebied omvat Midden- en Noord-Europa, grote delen van Azië en Noord- en Midden-Amerika. In Europa is het een bergmos van de lagere hoogten. Het is bijzonder wijdverspreid en vaak gebruikelijk in kalksteengebieden. In Noord-Duitsland is het zeldzaam.
Klein touwtjesmos komt in Nederland zeer zeldzaam voor. Het staat op de rode lijst in de categorie 'Kwetsbaar'. Het is sinds 1980 alleen gevonden op enkele plaatsen in het rivierengebied en op twee plaatsen in Zuid-Limburg. Later waarnemingen in Zuid-Limburg (1997) werden gedaan op de voet en de wortels van een oude Es in een hellingbos en tegen een licht beschaduwde, vrijwel verticale en tamelijk droge krijtrots. De eerdere vondsten in Zuid-Limburg dateren alle uit de 19de eeuw. In de Brummener Waarden langs de IJssel is het mos plaatselijk talrijk op de beslibde stamvoeten van tamelijk zware Schietwilgen en ook langs de Maas in Noord-Limburg groeide het aan de voet van een schietwilg. In de Biesbosch is A. attenuatus voor het eerst gevonden in 1989 aan de oever van de Amer, waar het in grote plakkaten groeide op de stammen van Wilg, Es en Populier. Daarna is het op nog drie andere plaatsen in de omgeving aangetroffen.

## Fotogalerij

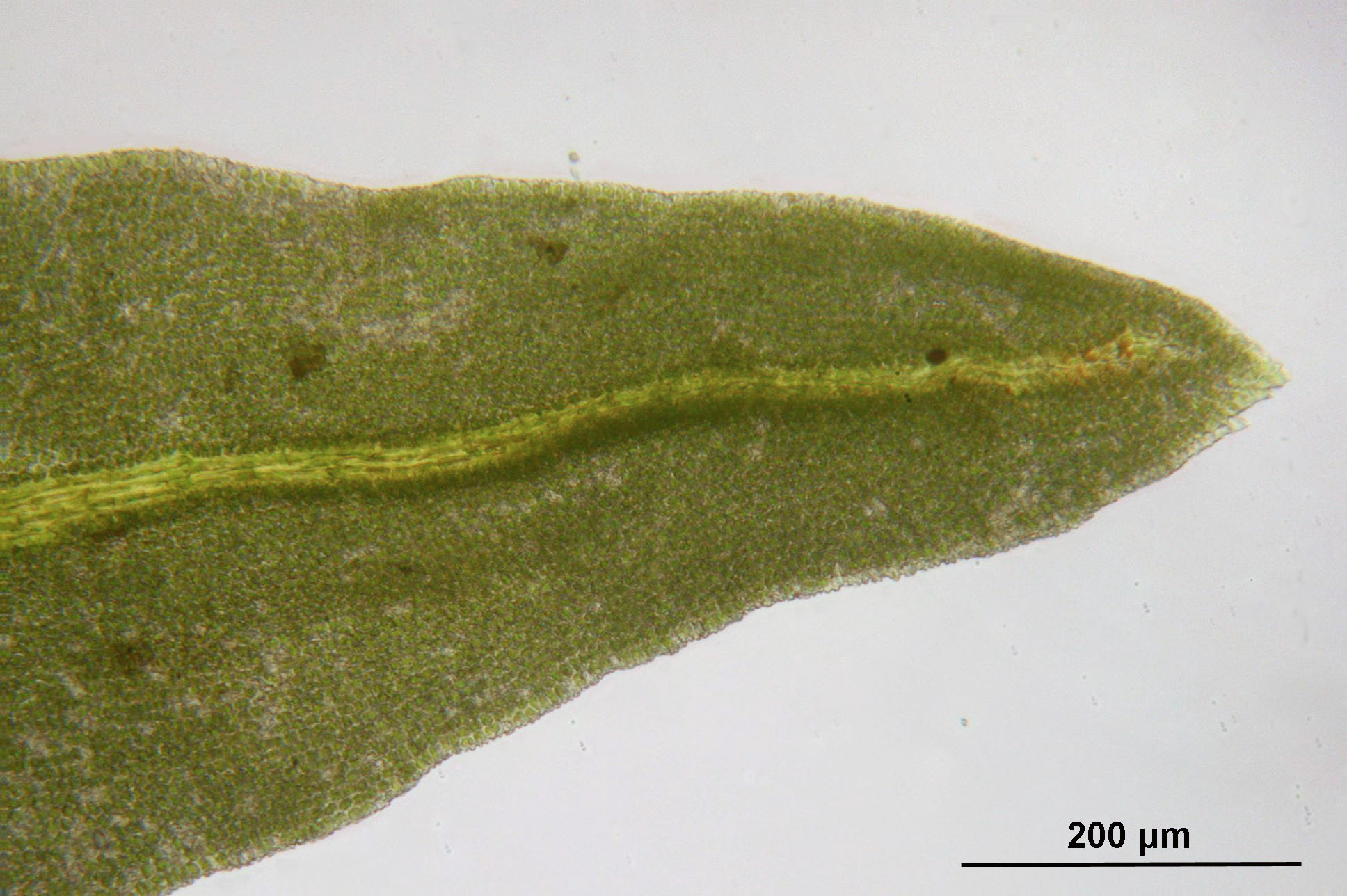
Bladtop
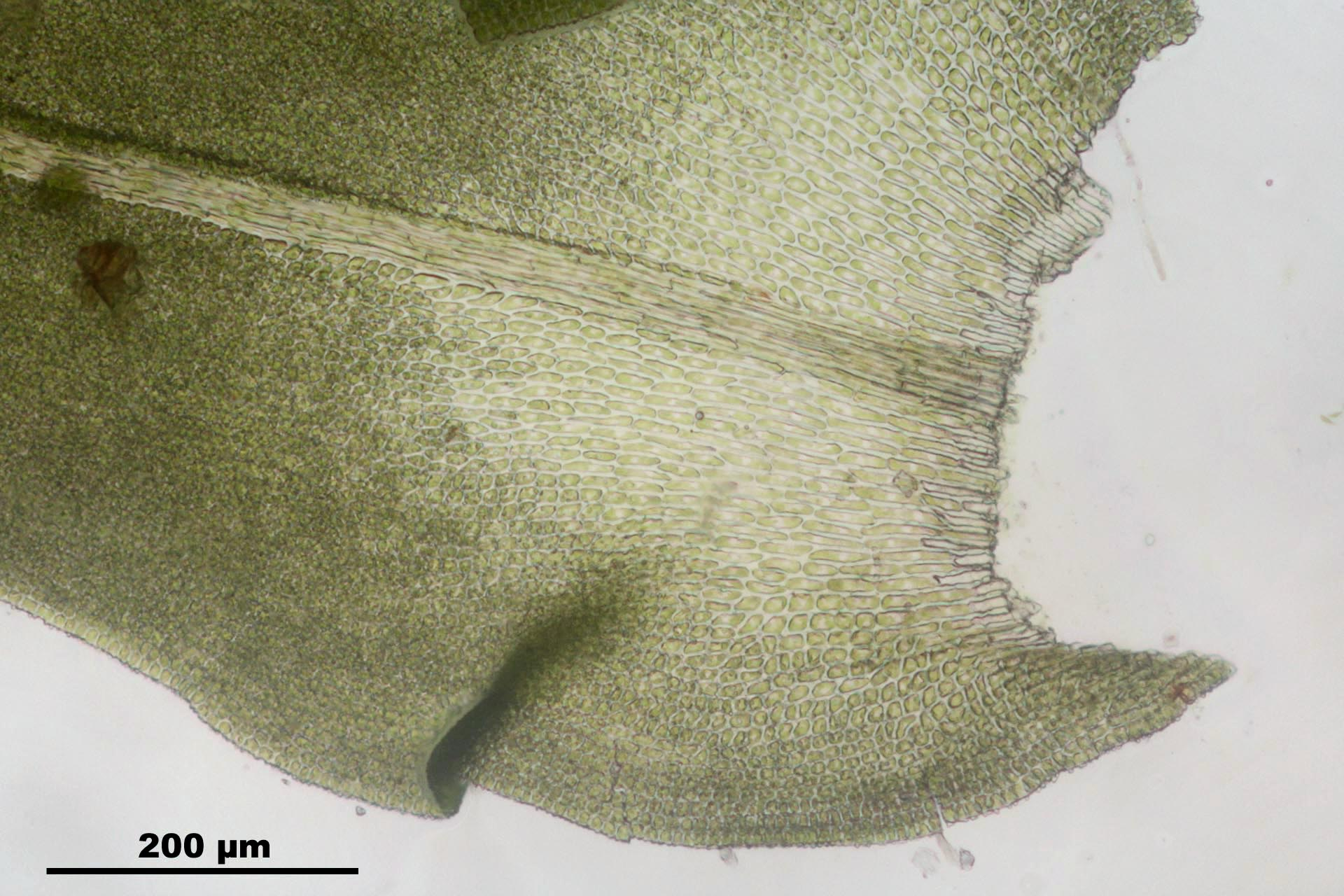
Bladvoet
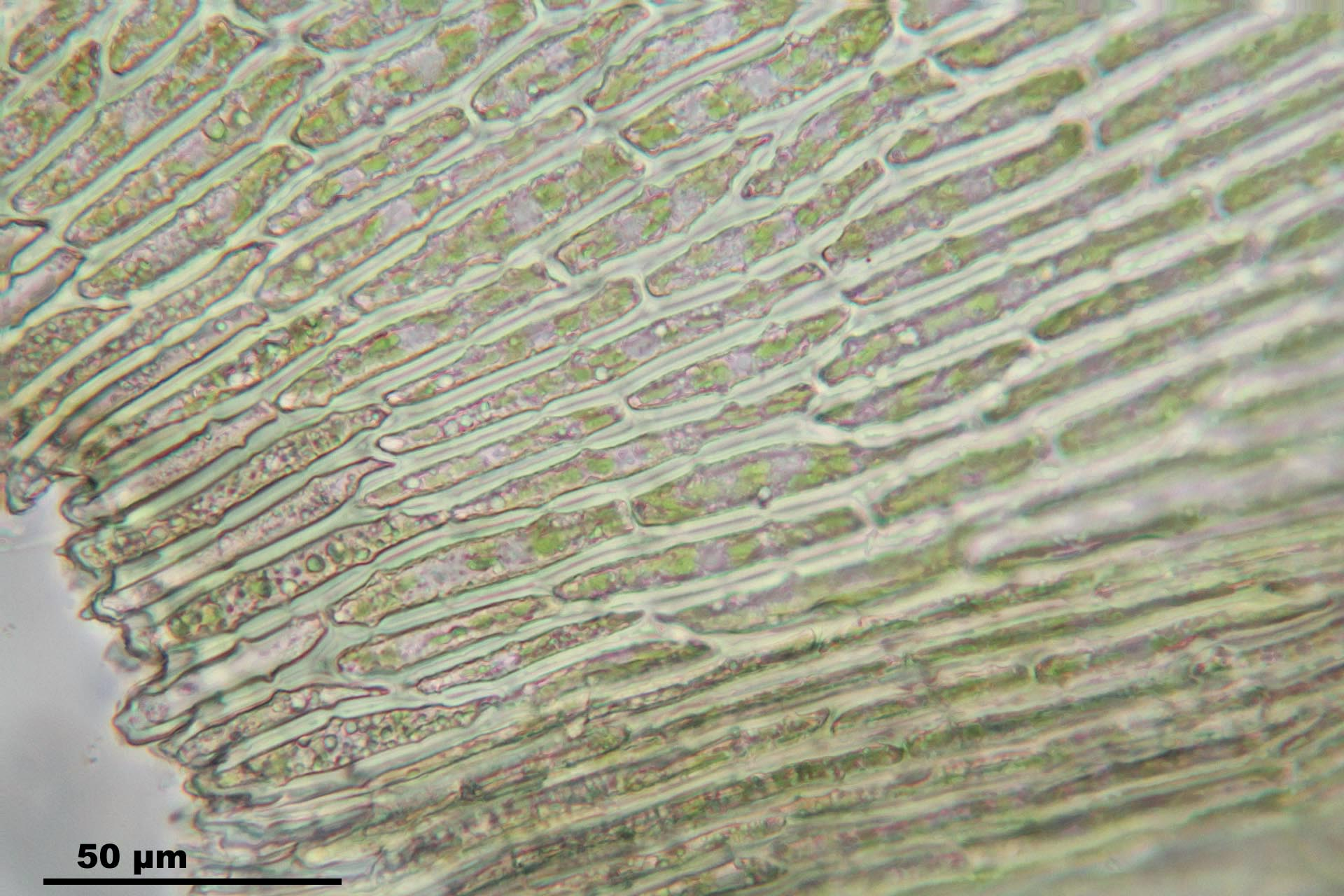
Bladcellen bladvoet
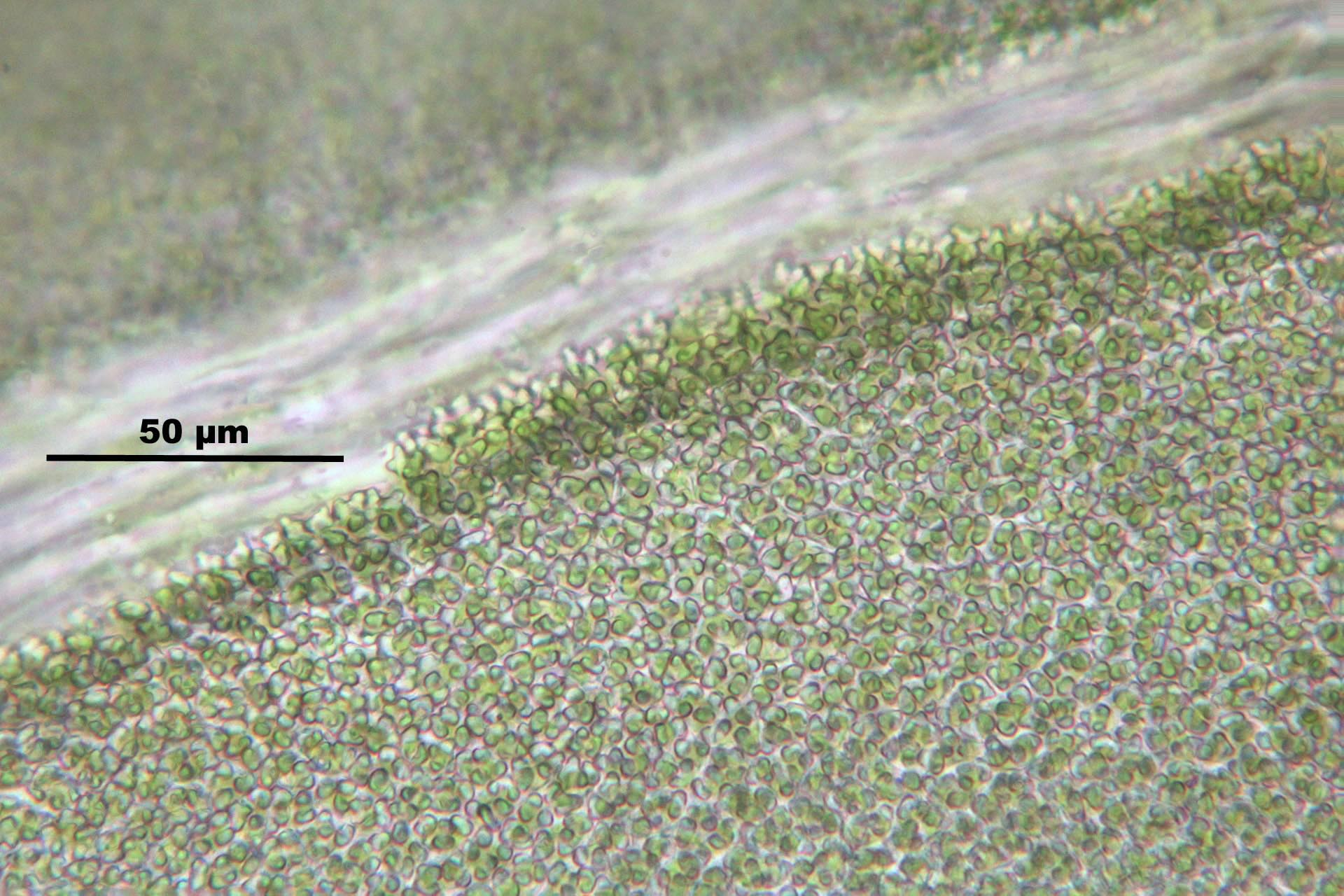
Bladcellen bladmidden
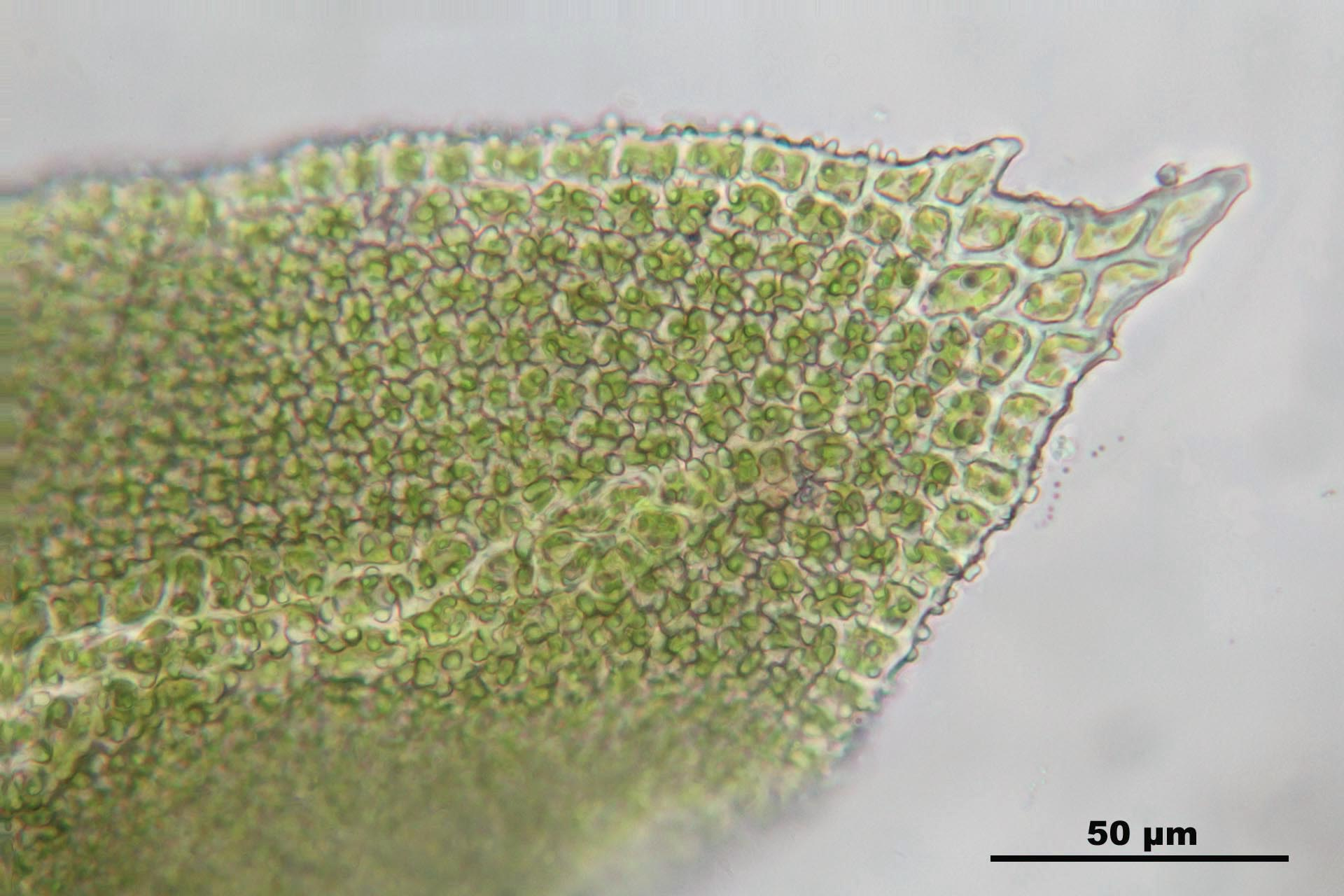
Bladcellen bladtop
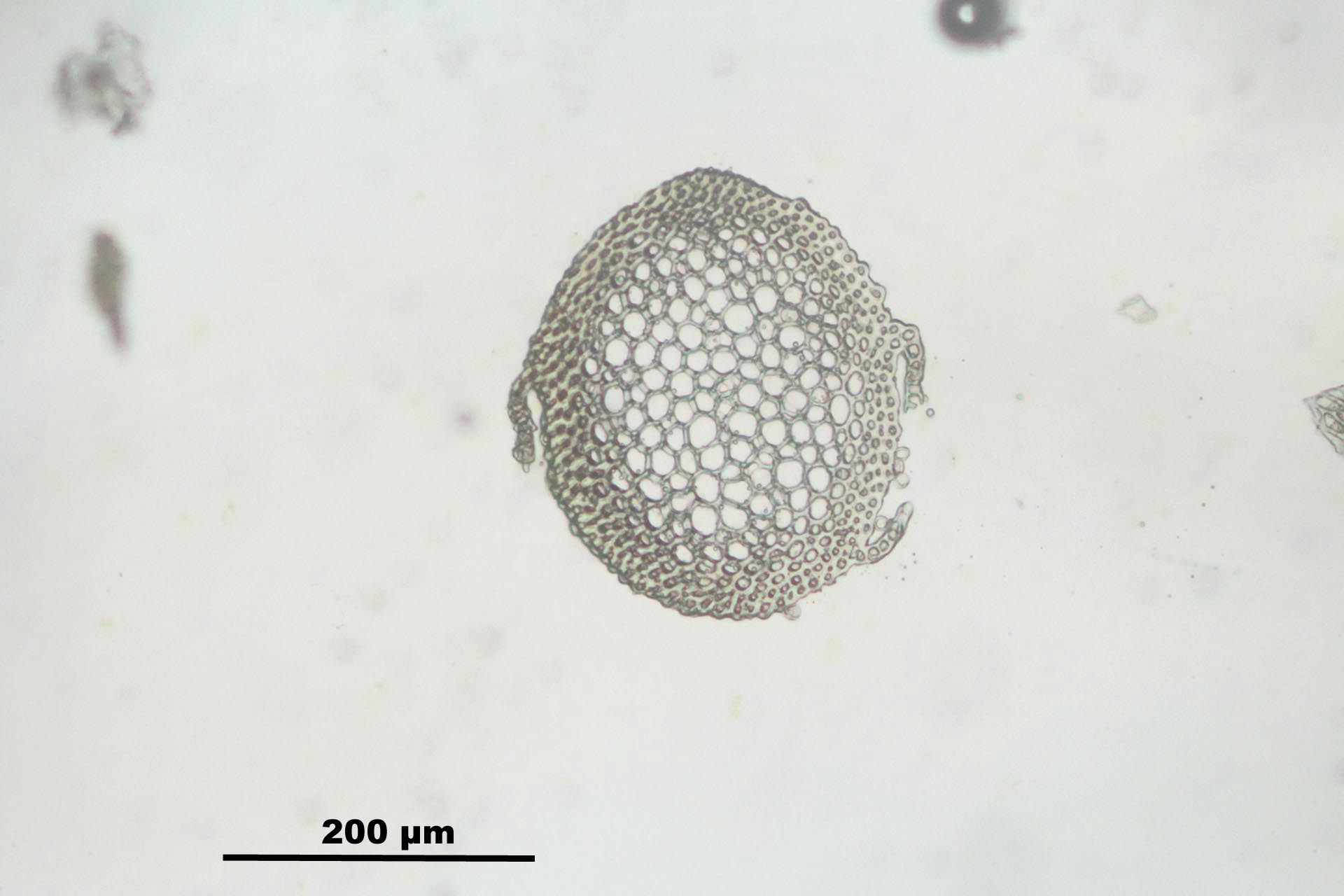
Stengeldoorsnede
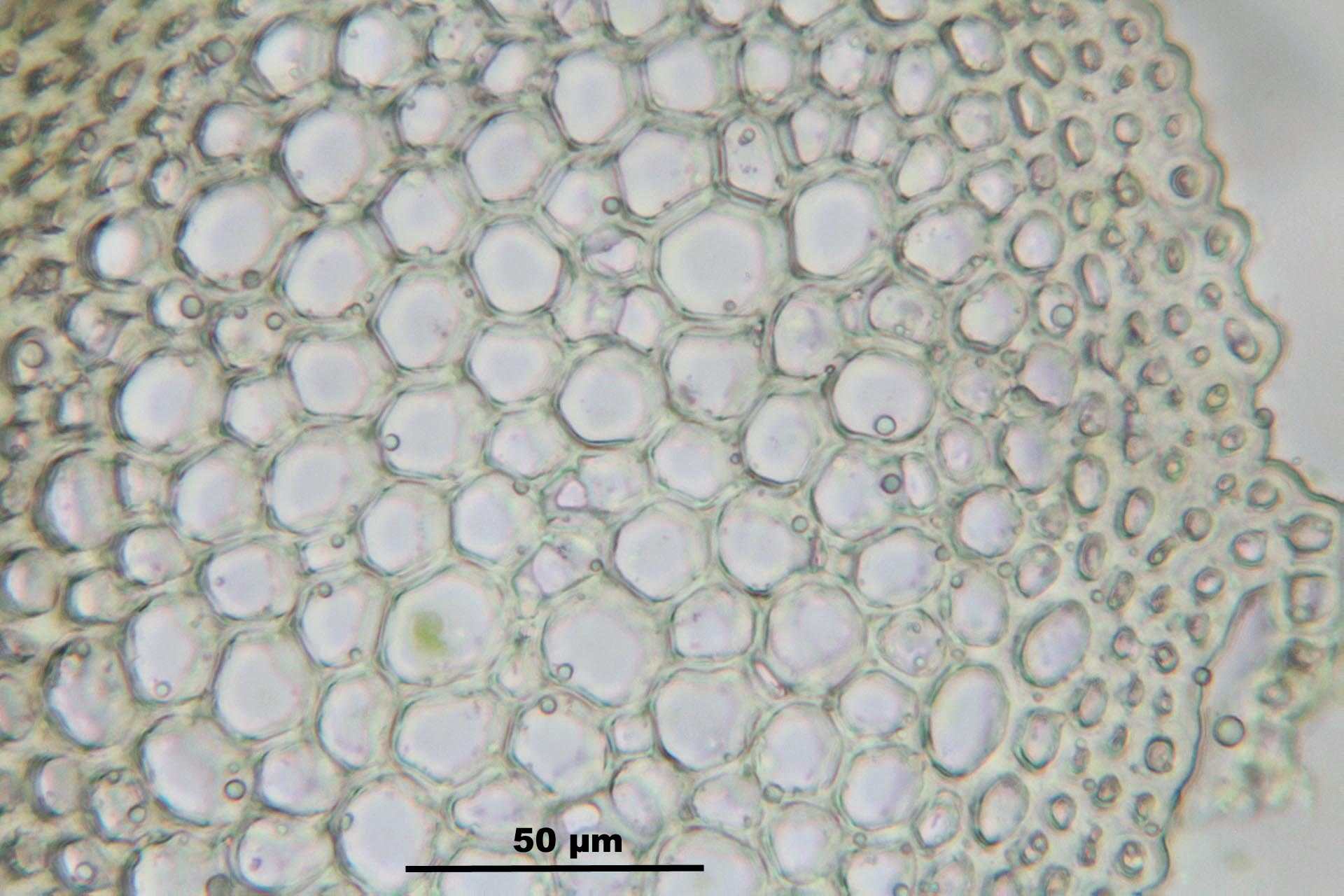
Stengeldoorsnede